# برج F&F
برج F&F (که پیش‌تر با نام برج انقلاب شناخته می‌شد) یک برج اداری در پاناماسیتی پایتخت پاناما است.

## داده های کلیدی
- ارتفاع کل: 242.9 متر (796 فوت)
- مساحت کل - 60.753 متر مربع .
- وضعیت: نهایی شد.
- مقام:
  - در پاناما: 2012 : جایگاه نهم
  - در آمریکای لاتین: 2012 : جایگاه چهاردهم
- مواد: شیشه ، بتن مسلح

## نگارخانه

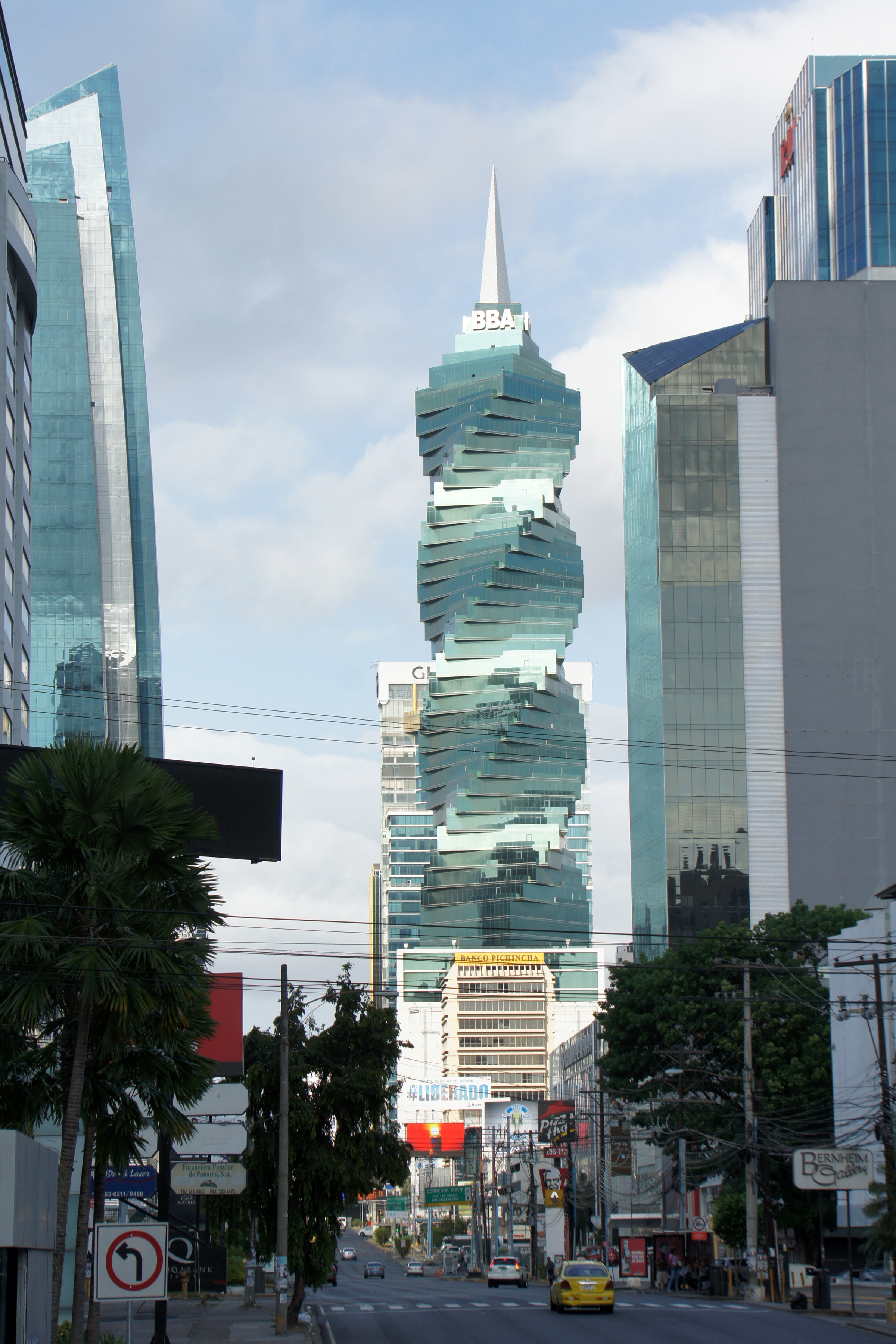
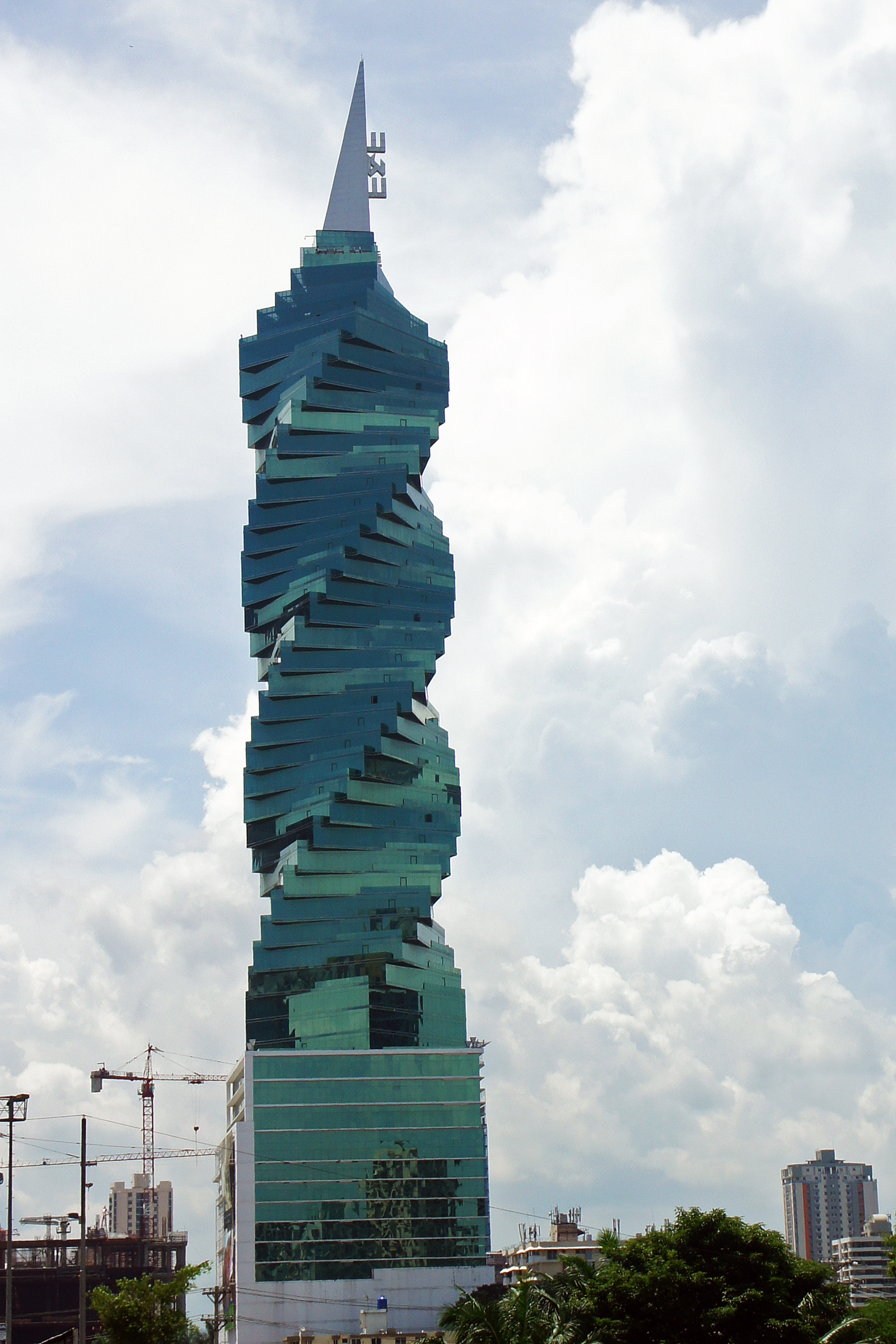
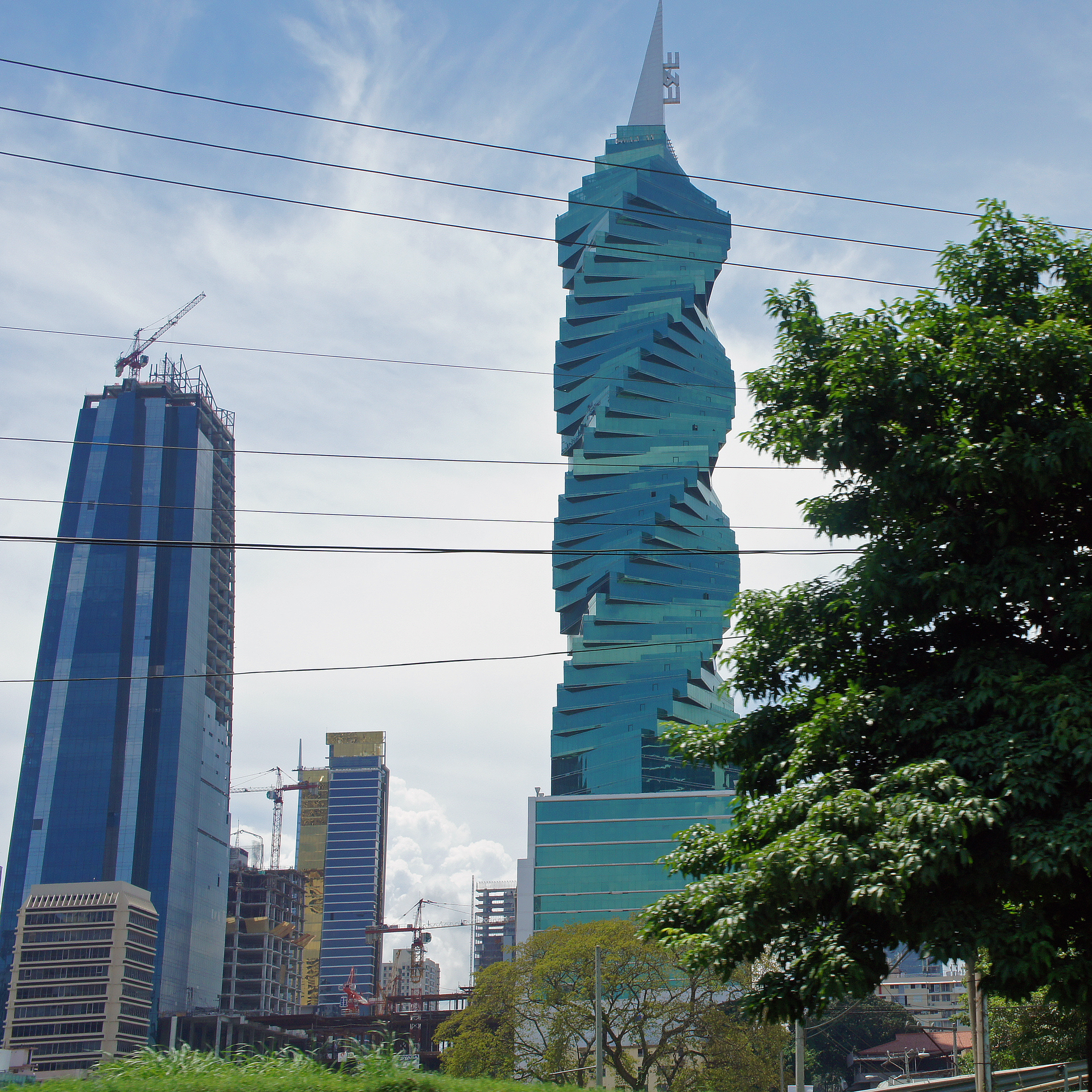
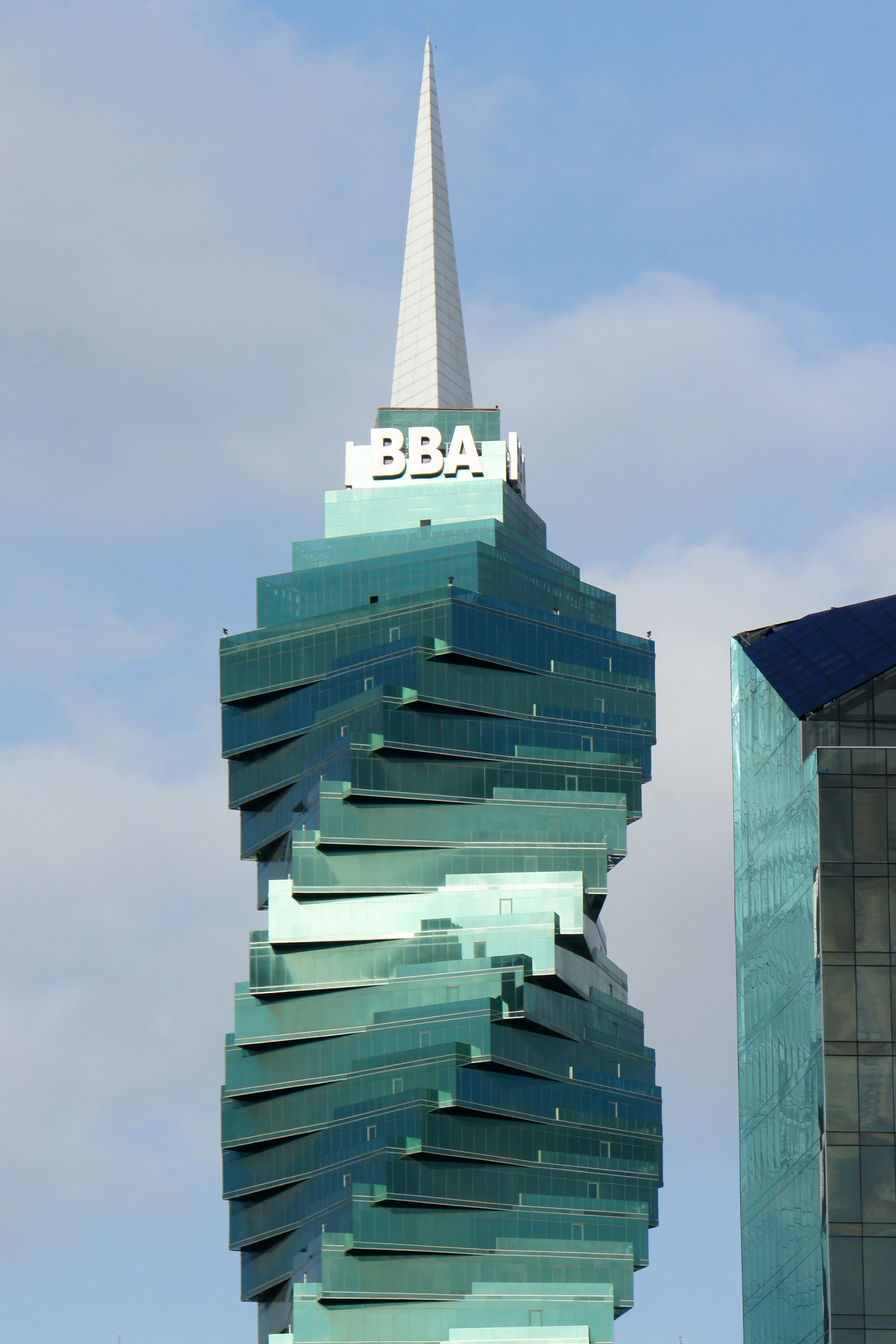